# Trichostema dichotomum
Trichostema dichotomum är en kransblommig växtart som beskrevs av Carl von Linné. Trichostema dichotomum ingår i släktet Trichostema och familjen kransblommiga växter. Inga underarter finns listade i Catalogue of Life.

## Bildgalleri

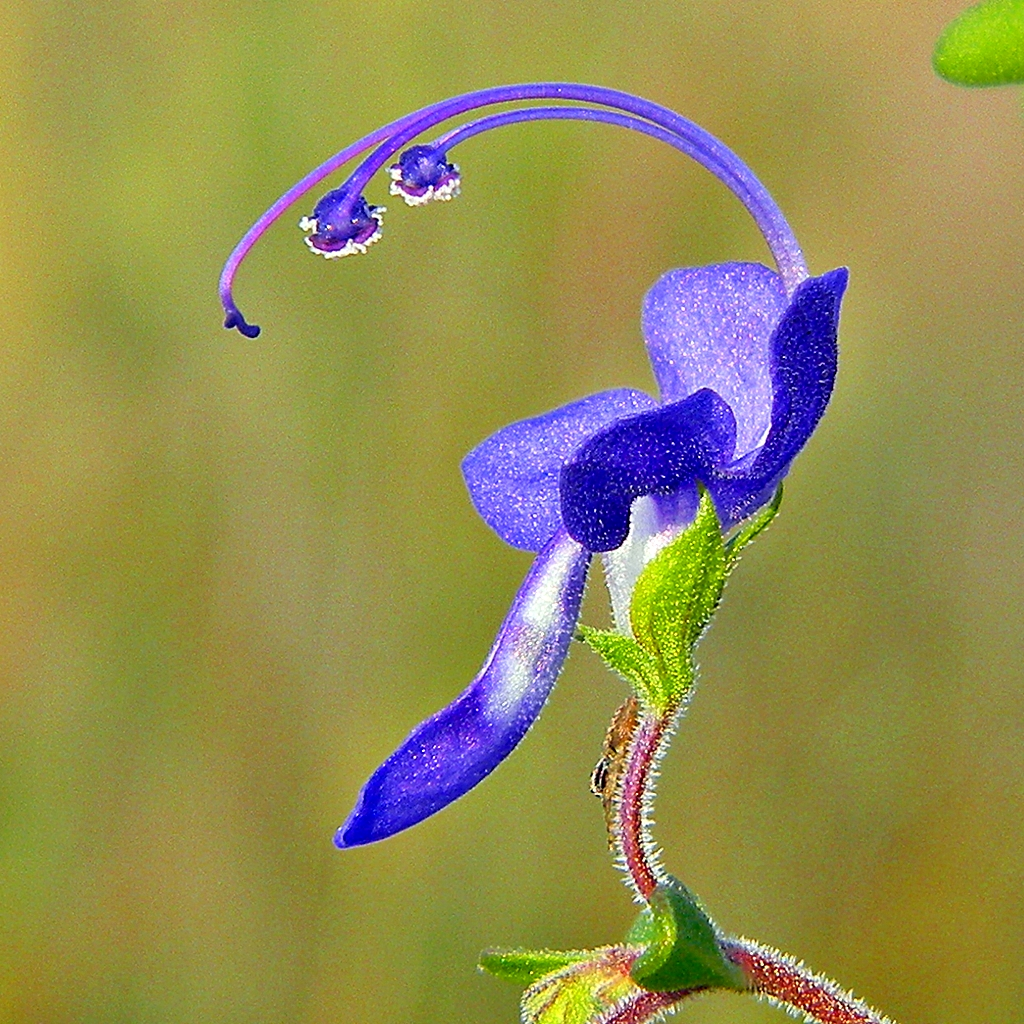
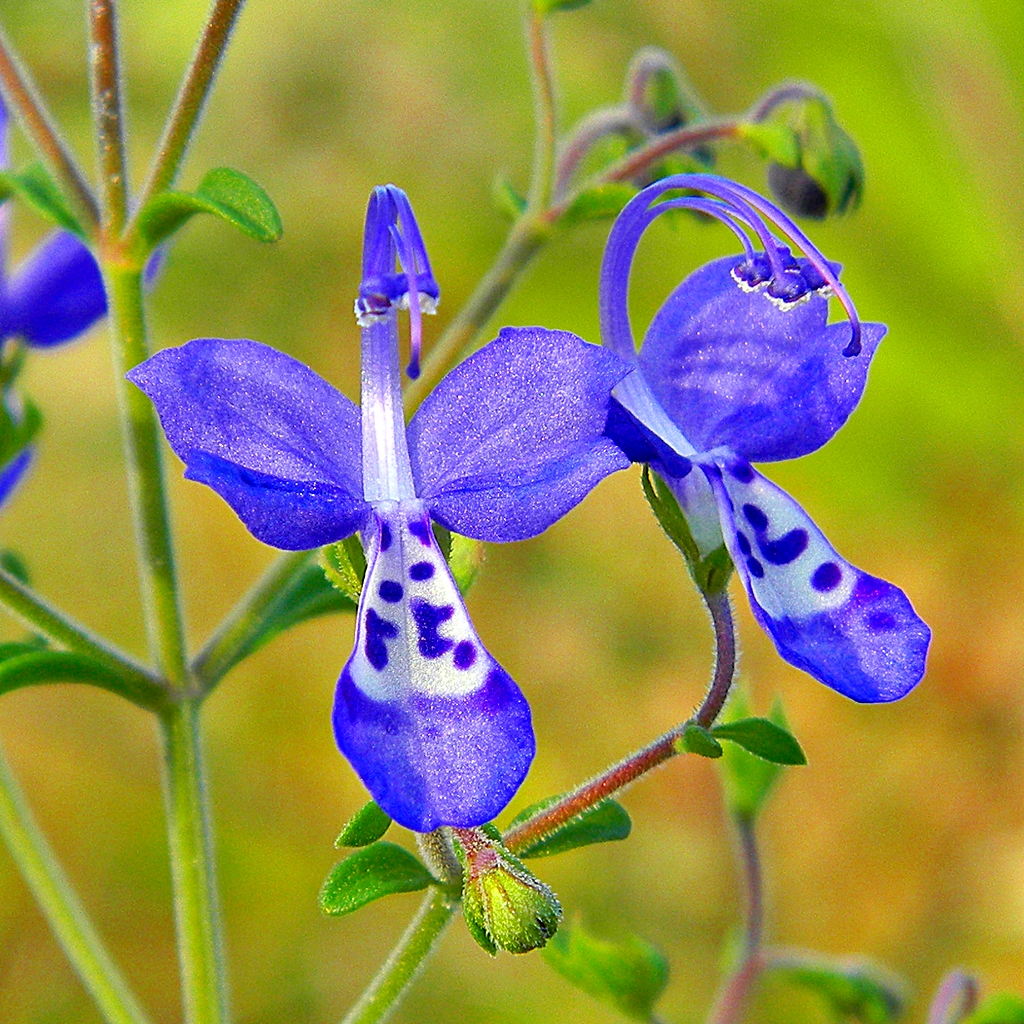
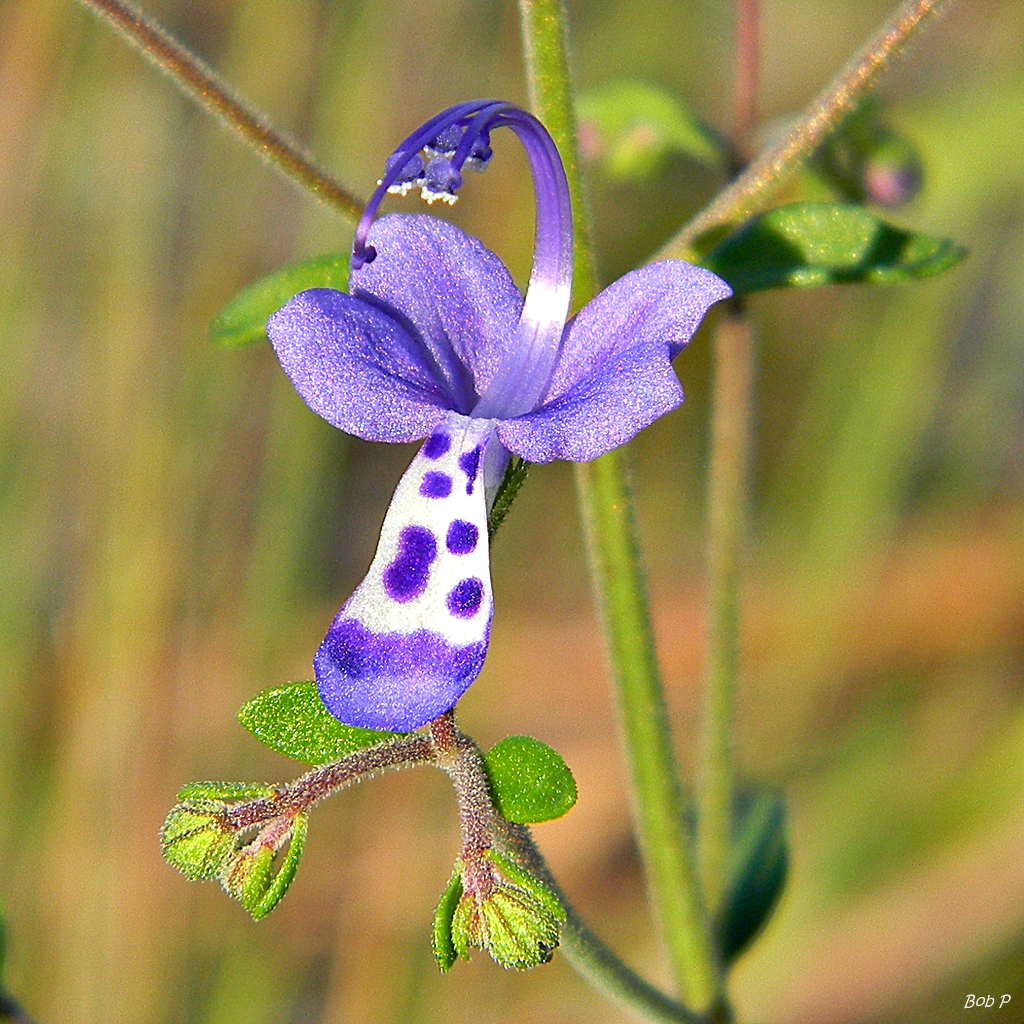
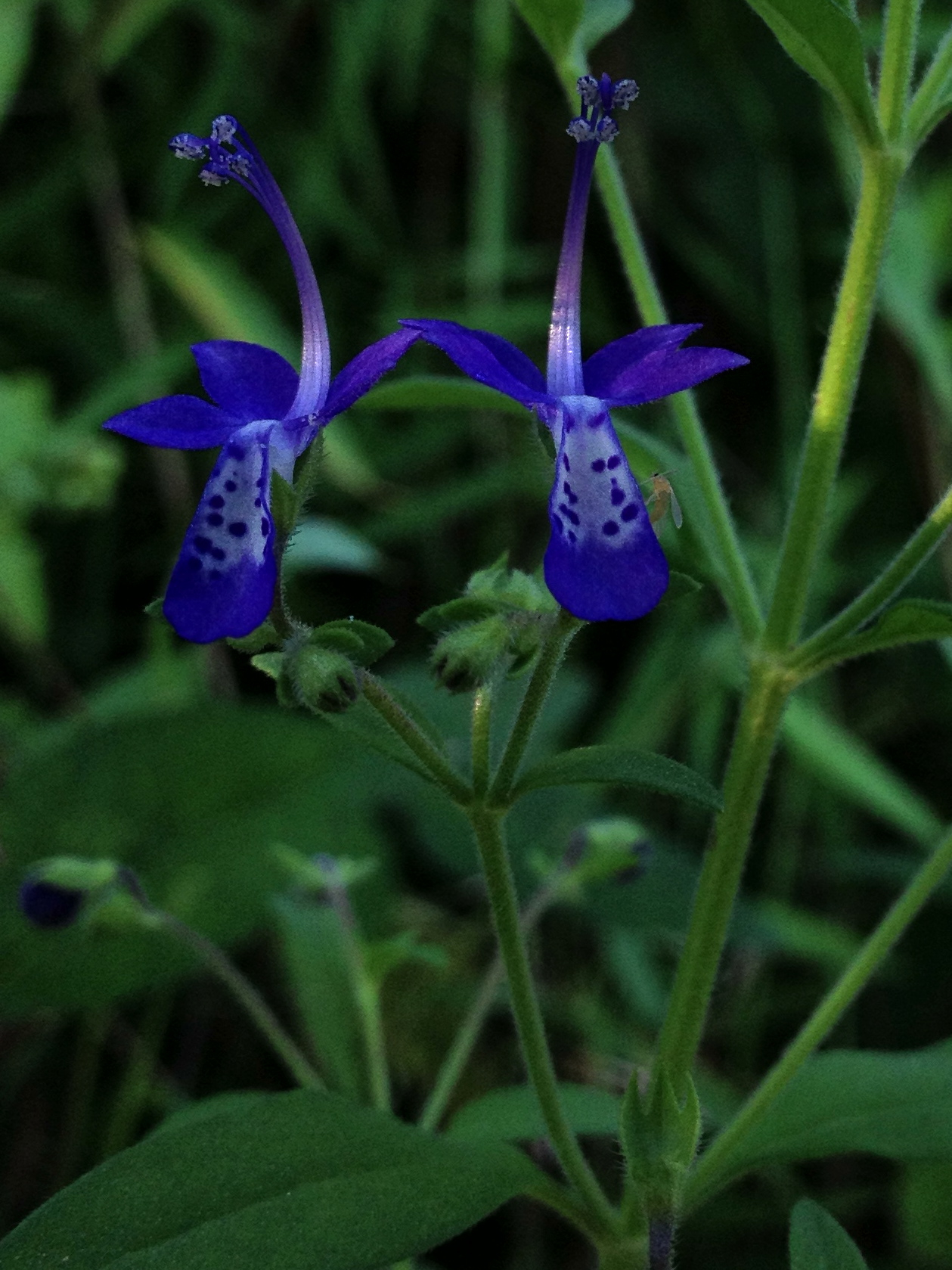